# Lijst van staatshoofden van de Transkaukasische Socialistische Federatieve Sovjetrepubliek
Dit artikel geeft een Lijst van staatshoofden van de Transkaukasische Socialistische Federatieve Sovjetrepubliek.
- 1922: Transkaukasische Socialistische Federatieve Sovjetrepubliek
- 1936: Opgesplitst in de Armeense SSR - Azerbeidzjaanse SSR en de Georgische SSR

## Voorzitters van de Unie Raad
| Naam                 | Periode         | Partij |
| -------------------- | --------------- | ------ |
| Niraman Narimanov    | maart-dec. 1922 | AKP    |
| Polikarp Mdivani     | maart-dec. 1922 | SKP    |
| Aleksandr Mjasnikjan | maart-dec. 1922 | KPA    |

## Voorzitters van het Centrale Uitvoerende Comité
| Naam                      | Periode        | Namens              | Partij  |
| ------------------------- | -------------- | ------------------- | ------- |
| Michail Tschakaja (1x)    | 1922-1927      | namens Georgië      | CPTSSF  |
| Samed Aga Alijev          | 1922-1929      | namens Azerbeidzjan | TCPTSSF |
| Sarkis Ambartsoemjan      | 1922-1925      | namens Armenië      | CPTSSF  |
| Sarkis Kasjan             | 1927-1931      | namens Armenië      | CPTSSF  |
| Filipp Macharadze (1x)    | 1927-1928      | namens Georgië      | CPTSSF  |
| Michail Tschakaja (2x)    | 1928-1931      | namens Georgië      | CPTSSF  |
| Gazanfar Moesabekov       | 1929-1931      | namens Azerbeidzjan | CPTSSF  |
| Filipp Macharadze (2x)    | 1931-1935      | namens Georgië      | CPTSSF  |
| Armenek Ananjan           | 1931-1935      | namens Armenië      | CPTSSF  |
| Soeltan Medzjid Efendijev | 1931-1936      | namens Azerbeidzjan | CPTSSF  |
| Sergo Martikijan          | 1935-1936      | namens Armenië      | CPTSSF  |
| Aveli Enoekidze           | maart-mei 1935 | namens Georgië      | CPTSSF  |
| Filipp Macharadze (3x)    | 1935-1936      | namens Georgië      | CPTSSF  |

Afkorting: AKP = Azerbeidzjaanse Communistische Partij; SKP = Georgische Communistische Partij; KPA = Communistische Partij van Armenië